# François Bernardini
Pour les articles homonymes, voir Bernardini.
François Bernardini, de son vrai nom Antoine-François Bernardini, est un homme politique français, né le 24 août 1953 à Marseille (Bouches-du-Rhône).

## Biographie
Sur le plan professionnel, François Bernardini fut directeur général du syndicat d'agglomération nouvelle regroupant les villes de Fos-sur-Mer, Istres, Miramas  de 1979 à 2001. Depuis 2002, il est directeur régional d'un groupe de presse et vice-président du SAN Ouest Provence.
Entré au Parti socialiste en 1974, il devient conseiller municipal d'Istres à partir de 1977, puis adjoint au maire avant d'être élu maire d'Istres de mars 2001 à novembre 2002, puis de nouveau depuis mars 2008. Il est réélu en 2014, puis en 2020.
Il a également été premier secrétaire de la fédération PS des Bouches-du-Rhône de 1990 à 2000, conseiller général des Bouches-du-Rhône de 1988 à 1998, député des Bouches-du-Rhône de mai 1992 à avril 1993, député européen de 1994 à 1999 et conseiller régional Provence-Alpes-Côte d'Azur en 1998.
Début 2001, le Parti socialiste ayant décidé d’investir un autre candidat à Istres, François Bernardini présente une liste dissidente, ce qui provoque sa suspension, puis son exclusion du PS, ainsi que celle de tous ses colistiers.
Depuis 2008, François Bernardini est de nouveau maire d'Istres.
En 2010, il devient vice-président du SAN Ouest Provence.
Depuis 2016, il est président du conseil de territoire Istres Ouest Provence et vice-président de la Métropole Aix-Marseille Provence. Il est réélu président le 13 juillet 2020.
Il soutient Emmanuel Macron lors des élections présidentielles de 2017 et de 2022.

## Affaires politico-financières

### Affaires passées
En février 1995, François Bernardini fait l'objet d'un avertissement pour la gestion de la commune d'Istres à la suite de la dénonciation d'étranges transferts de fonds autour du club de foot de la ville". Le 20 avril 1995, un rapport de la Cour des comptes déclare que Jacques Siffre (maire PS d’Istres) et François Bernardini (qui est alors conseiller municipal d’Istres et conseiller général des Bouches-du-Rhône) sont les comptables de fait de structures associatives para-communales (notamment l'association paramunicipale Istres-promo) qui auraient engagées 2 millions de francs de dépenses associatives injustifiées aux yeux des magistrats. Un second rapport du 7 novembre 1995 les mettent tous les deux en cause comme comptables de fait de l'Association des œuvres sociales des agents des collectivités locales de la ville d'Istres (Aosvi) dans laquelle des dépenses de 4 millions de francs seraient litigieuses.
Sur la période 1986-1993, la Chambre régionale des comptes de Provence-Alpes-Côte d'Azur avait en outre constaté le règlement par l'association des œuvres sociales des agents municipaux de deux millions de frais de déplacements aux élus, 119 407 francs de champagne et des factures de vaisselle et d'objets d'art, mais aussi des reversements à hauteur de 20 millions de francs au profit du club de football d'Istres, en infraction aux règles comptables, l'impression de quelque 6 700 cartes de vœux du maire et l'achat de places lors de matchs de football de l'Olympique de Marseille par l'association Istres Promotion, initialement créée pour dynamiser la ville. La Cour des comptes a évalué à 9,5 millions de francs les sommes ainsi dépensées.
Le 18 juin 1997, la Chambre régionale des Comptes ayant transmis ces éléments au parquet d'Aix-en-Provence, Jacques Siffre et François Bernardini sont mis en examen pour ingérence, détournement de fonds publics, abus de confiance et abus de biens sociaux. Le 7 juillet 1997, par arrêté du préfet des Bouches-du-Rhône, François Bernardini est déclaré démissionnaire d'office de son mandat de conseiller municipal. Concernant son mandat de conseiller général, Lucien Weygand, alors président PS du conseil général, refuse d'inscrire à l'ordre du jour du conseil général la question de la démission d'office de François Bernardini. Ce refus est attaqué mais en attendant la décision, Bernardini devient président du conseil général.
En mai 1998, la Chambre régionale des Comptes PACA implique Lucien Weygand et François Bernardini dans des détournement de l’association dénommée Office de communication et d’information départemental (OCID) pour un montant de « 64,775 millions de francs, provenant exclusivement de subventions du conseil général, à l'exception de 161 695 F de fonds communautaires ».
Deux ans plus tard, François Bernardini et Jacques Siffre comparaissent devant le tribunal correctionnel qui, par un jugement du 25 octobre 2000, condamne ce dernier à dix mois de prison avec sursis pour ingérence, détournement de fonds publics, abus de confiance et abus de biens sociaux, et François Bernardini à 18 mois de prison avec sursis, 200 000 francs d'amende et 2 ans d'inéligibilité. Il fait appel, ce qui lui permet de se présenter pour les élections municipales suivantes de 2001.
Le 18 mars 2001, bien qu'il ait été exclu du PS, Bernardini parvient de justesse à se faire élire maire d'Istres. Deux mois plus tard, la Cour d'Appel confirme sa condamnation et sa peine portée à dix-huit mois de prison avec sursis, 400 000 francs d'amende et cinq ans d'inéligibilité. Il saisit la Cour de cassation qui rejette son pourvoi le 4 septembre 2002, rendant ainsi exécutoire sa condamnation à cinq ans d’inéligibilité.
En novembre 2002, François Bernardini démissionne de la mairie d’Istres. Un mois plus tard, la Chambre régionale des Comptes de PACA demande de nouveau à Lucien Weygand et François Bernardini des explications sur des subventions versées par le département à l'OCID et surtout de justifier que les dépenses étaient d’utilité publique.
Après avoir introduit plusieurs recours, Bernardini obtient finalement en 2005 et 2007 du département des Bouches-du-Rhône, alors présidé par Jean-Noël Guérini, des déclarations d'utilité publique pour les dépenses effectuées par l'OCID. Toutefois, ces déclarations sont annulées par le Tribunal administratif de Marseille. Le 17 décembre 2009, la Cour des Comptes confirme donc les amendes dues par Bernardini et Weygand.
François Bernardini fut aussi impliqué et relaxé dans le cadre de l'affaire de la MNEF.
François Bernardini a été condamné en 2002 à 18 mois de prison avec sursis, cinq ans d'inéligibilité et 60 980 euros d'amende dans une affaire d'abus de confiance.

### Marché publics et emplois fictifs
Depuis 2017, le parquet national financier (PNF) mène plusieurs enquêtes préliminaires sur l'attribution potentielle de marchés publics frauduleux ou encore de l'existence d'emplois fictifs à l'Hôtel de Ville d'Istres.
En décembre 2019, il est mis en garde à vue à la section de recherche parisienne de la gendarmerie à la demande du Parquet national financier (PNF), dans le cadre d'une enquête pour "association de malfaiteurs en vue de commettre les délits de prise illégale d’intérêts, de trafic d’influence par une personne chargée d’une mission de service public, de complicité et recel de ces délits". Le directeur général des services (DGS) de la ville d'Istres et deux entrepreneurs des Bouches-du-Rhône, Philippe Cambon et Paulo Dias, ont également été placés en garde à vue. Philippe Cambon est le mari de Valérie Cambon, adjointe au maire, déléguée au tourisme et aux grands évènements. Paulo Dias est le gendre d'Alain Aragneau, adjoint au maire, délégué au transport et à la Sécurité civile.
L’enquête du PNF fait état, selon le site web Marsactu qui en a consulté une synthèse, « de favoritisme à tous les étages, trafic d’influence, prise illégale d’intérêts, détournement de fonds publics et surtout corruption ». François Bernardini aurait ainsi « orchestré une mainmise de la ville à son profit et à celui de son réseau. »